# 1549 en science
| Années de la science : 1546 - 1547 - 1548 - 1549 - 1550 - 1551 - 1552    |
| Décennies de la science : 1510 - 1520 - 1530 - 1540 - 1550 - 1560 - 1570 |

Cet article présente les faits marquants de l'année 1549 en science.

## Publications
- Rerum Moscoviticarum Commentarii (littéralement : Notes sur les affaires moscovites) de Sigmund von Heberstein.

## Naissances
- Michel Coignet (mort en 1623), cosmographe, mathématicien et fabricant d'instruments belge.